# Ковалеве (Полтавський район)
Ковале́ве — село в Україні, у Великорублівській сільській громаді Полтавського району Полтавської області. Населення становить 344 осіб. До 2020 орган місцевого самоврядування — Великорублівська сільська рада.

## Географія
Село Ковалеве знаходиться за 4 км від лівого берега річки Мерла, на відстані 1 км від сіл Маловидне та Стадниця, за 2 км - Велика Рублівка. До села примикає лісовий масив (береза, ялина).

## Історія
12 червня 2020 року, відповідно до розпорядження Кабінету Міністрів України № 721-р «Про визначення адміністративних центрів та затвердження територій територіальних громад Полтавської області», село увійшло до складу Великорублівської сільської громади.
19 липня 2020 року, в результаті адміністративно - територіальної реформи та ліквідації  Котелевського району, село увійшло до складу новоутвореного Полтавського району.

## Населення

### Мова
Розподіл населення за рідною мовою за даними перепису 2001 року:
| Мова            | Кількість | Відсоток |
| --------------- | --------- | -------- |
| українська      | 334       | 97.09%   |
| російська       | 8         | 2.33%    |
| румунська       | 1         | 0.29%    |
| інші/не вказали | 1         | 0.29%    |
| Усього          | 344       | 100%     |

## Об'єкти соціальної сфери
- Школа.